# Odair Hellmann
Odair Hellmann (Salete, Santa Catarina, Brasil; 22 de enero de 1977) es un exfutbolista y entrenador brasileño. Actualmente dirige al Athletico Paranaense de la Serie B Brasileña.

## Trayectoria

### Como futbolista
Se formó en el internacional, e hizo su debut en el primer equipo el 8 de marzo de 1997 entrando como suplente en el empate 1-1 del Campeonato Gaúcho contra Grêmio Santanense. Después de ganar la Copa São Paulo de Futebol Júnior de 1998 con la selección sub-20, fue ascendido a la plantilla principal.
Odair fue cedido al Fluminense en la Série C para la temporada de 1999. Al regresar, fue liberado por el club, y jugó para Veranópolis en el Campeonato Gaúcho de 2001. También formó parte de la escuadra de América de Natal en la Serie B de 2001, pero nunca apareció en un solo minuto.
En 2002 se unió al Mamoré cuando el club jugaba en la Copa Sul-Minas e hizo su debut contra Internacional. Comenzó la campaña de 2003 en Brasil de Pelotas antes de mudarse al exterior al  Enköpings SK de la Allsvenskan de Suecia en julio; sufrió una lesión durante el entrenamiento, permaneció dos meses de baja en este último y posteriormente solo jugó en contadas ocasiones.
Regresó a Brasil en 2004, luego de firmar un contrato con América-RJ. Se mudó a Remo al año siguiente, y ayudó al equipo a ganar la tercera división. Tras perder su puesto de titular en 2006, también fue técnico interino durante un breve periodo tras la destitución de Artur Neto, dirigiendo al club en un partido antes de volver a su condición de jugador.
Después de un breve período en Regatas Brasil (donde luchó con las lesiones), representó al Eastern SC de la Primera División de Hong Kong en la temporada 2007-08. Regresó a Brasil de Pelotas en diciembre de 2008, y estuvo entre el equipo que sufrió un accidente después de que el autobús del equipo se hundiera 130 pies en un barranco en enero del año siguiente. Sufrió heridas leves en la espalda por el accidente y aunque se recuperó por completo optó por retirarse.

### Como entrenador

#### Internacional
Comenzó a trabajar como asistente de entrenador en el Internacional, inicialmente asignado a la selección sub-17. En 2013 se convirtió en asistente permanente del primer equipo. En 2015 también estuvo al frente del primer equipo durante dos partidos reemplazando al despedido Diego Aguirre.
Antes de los Juegos Olímpicos de Río de Janeiro 2016, trabajó como asistente de Rogério Micale en la selección sub-23 de Brasil, ayudando al equipo a lograr la medalla de oro por primera vez en la historia. A su regreso al Inter fue nombrado entrenador interino el 11 de noviembre de 2017 tras la destitución de Guto Ferreira; también trabajó anteriormente en esa capacidad por un partido en mayo luego de la destitución de Antônio Carlos Zago.
El 25 de noviembre de 2017 fue anunciado como entrenador del club para la temporada 2018. Después de clasificarse para la Copa Libertadores 2019 se mantuvo como técnico durante la temporada 2019, ya que llegaron a la final de la Copa de Brasil 2019, pero la perdieron ante Athletico Paranaense.
El 10 de octubre de 2019 después de ser eliminado por Flamengo en cuartos de final de la Copa Libertadores y una racha de cuatro partidos sin ganar en Liga, fue destituido. 

#### Fluminense
El 11 de diciembre de 2019 fue nombrado entrenador de Fluminense. Llegó a la final del Campeonato Carioca 2020, pero perdió ante Flamengo.
El 7 de diciembre de 2020 dejó el Fluminense tras recibir una oferta del club emiratí Al-Wasl, y fue sustituido por Marcão de Oliveira.

#### Al Wasl
Hellmann fue confirmado como entrenador de Al-Wasl el 8 de diciembre de 2020. Rescindió su contrato con el club el 27 de junio de 2022, después de terminar en la sexta posición en la UAE Pro League 2021-22.

#### Santos
El 16 de noviembre de 2022 fue nombrado entrenador del Santos en su país de origen y firmó un contrato por un año. Se fue de mutuo acuerdo el 22 de junio de 2023, después de una derrota en casa por 2-0 ante el Corinthians.

#### Al-Riyadh
El 8 de octubre de 2023, Hellmann fue confirmado como entrenador del club Al-Riyadh de la Liga Profesional Saudí hasta el final de la temporada 2023-24.Luego de salvar al club del descenso, la directiva saudí anunció que su contrato no sería renovado.

#### Al-Raed
El 14 de julio de 2024, fue oficializado como técnico del Al-Raed.El 9 de marzo de 2025, fue relevado de su cargo tras una serie de malos resultados que ubicaron al club en puestos de descenso.

#### Athletico Paranaense
El 21 de mayo de 2025, asumió al frente del Athletico Paranaense.

## Clubes

### Como futbolista
| Club                  | País   | Año       |
| --------------------- | ------ | --------- |
| Internacional         | Brasil | 1997–2000 |
| Fluminense (Préstamo) | Brasil | 1999      |
| Veranópolis           | Brasil | 2001      |
| América de Natal      | Brasil | 2001      |
| Mamoré                | Brasil | 2002      |
| Brasil de Pelotas     | Brasil | 2003      |
| Enköpings             | Brasil | 2003      |
| America-RJ            | Brasil | 2004      |
| Remo                  | Brasil | 2005-2006 |
| CRB                   | Brasil | 2007      |
| Eastern               | Brasil | 2007-2008 |
| Brasil de Pelotas     | Brasil | 2009      |

### Como entrenador
| Club                      | País           | Año           |
| ------------------------- | -------------- | ------------- |
| Remo (Interino)           | Brasil         | 2006          |
| Internacional (Sub-17)    | Brasil         | 2010-2012     |
| Internacional (Asistente) | Brasil         | 2013-2017     |
| Internacional (Interino)  | Brasil         | 2015          |
| Brazil Sub-23 (Asistente) | Brasil         | 2016          |
| Internacional (Interino)  | Brasil         | 2017          |
| Internacional (Interino)  | Brasil         | 2017          |
| Internacional             | Brasil         | 2017-2019     |
| Fluminense                | Brasil         | 2019-2020     |
| Al-Wasl                   | EAU            | 2020-2022     |
| Santos                    | Brasil         | 2023          |
| Al-Riyadh                 | Arabia Saudita | 2023-2024     |
| Al-Raed                   | Arabia Saudita | 2024-2025     |
| Athletico Paranaense      | Brasil         | 2025-presente |

## Estadísticas como entrenador
| Equipo                        | Div.                | Temporada           | Liga  | Liga | Liga | Liga | Liga |       | Copa | Copa | Copa | Copa  |   | Internacional | Internacional | Internacional | Internacional | Internacional |   | Otros | Otros | Otros | Otros |     | Totales     | Totales | Totales | Totales | Totales | Totales | Totales | Totales |
| Equipo                        | Div.                | Temporada           | Part. | G    | E    | P    | Pos. | Part. | G    | E    | P    | Part. | G | E             | P             | Pos.          | Part.         | G             | E | P     | Part. | G     | E     | P   | Rendimiento | GF      | GC      | Dif.    |         |         |         |         |
| ----------------------------- | ------------------- | ------------------- | ----- | ---- | ---- | ---- | ---- | ----- | ---- | ---- | ---- | ----- | - | ------------- | ------------- | ------------- | ------------- | ------------- | - | ----- | ----- | ----- | ----- | --- | ----------- | ------- | ------- | ------- | ------- | ------- | ------- | ------- |
| Remo · Brasil                 | 2.ª                 | 2006                | 1     | 0    | 0    | 1    | Int. | -     | -    | -    | -    | -     | - | -             | -             | -             | -             | -             | - | -     | 1     | 0     | 0     | 1   | 0%          | 0       | 3       | -3      |         |         |         |         |
| Remo · Brasil                 | Total               | Total               | 1     | 0    | 0    | 1    | -    | -     | -    | -    | -    | -     | - | -             | -             | -             | -             | -             | - | -     | 1     | 0     | 0     | 1   | 0%          | 0       | 3       | -3      |         |         |         |         |
| Internacional · Brasil        | 1.ª                 | 2015                | 2     | 1    | 0    | 1    | Int. | -     | -    | -    | -    | -     | - | -             | -             | -             | -             | -             | - | -     | 2     | 1     | 0     | 1   | 50%         | 1       | 5       | -4      |         |         |         |         |
| Internacional · Brasil        | 2.ª                 | 2017                | 3     | 2    | 1    | 0    | 2.º  | 1     | 1    | 0    | 0    | -     | - | -             | -             | -             | -             | -             | - | -     | 4     | 3     | 1     | 0   | 83.33%      | 6       | 1       | +5      |         |         |         |         |
| Internacional · Brasil        | 1.ª                 | 2018                | 38    | 19   | 12   | 7    | 3.º  | 19    | 10   | 4    | 5    | -     | - | -             | -             | -             | -             | -             | - | -     | 57    | 29    | 16    | 12  | 60.24%      | 78      | 42      | +36     |         |         |         |         |
| Internacional · Brasil        | 1.ª                 | 2019                | 24    | 11   | 5    | 8    | Inc. | 25    | 15   | 3    | 7    | 10    | 6 | 3             | 1             | 1/4           | -             | -             | - | -     | 59    | 32    | 11    | 16  | 60.45%      | 73      | 47      | +26     |         |         |         |         |
| Internacional · Brasil        | Total               | Total               | 67    | 33   | 18   | 16   | -    | 45    | 26   | 7    | 12   | 10    | 6 | 3             | 1             | -             | -             | -             | - | -     | 122   | 65    | 28    | 29  | 60.93%      | 158     | 95      | +63     |         |         |         |         |
| Fluminense · Brasil           | 1.ª                 | 2020                | 24    | 11   | 6    | 7    | Inc. | 22    | 12   | 3    | 7    | 2     | 0 | 2             | 0             | 1ªF           | -             | -             | - | -     | 48    | 23    | 11    | 14  | 55.56%      | 73      | 46      | +27     |         |         |         |         |
| Fluminense · Brasil           | Total               | Total               | 24    | 11   | 6    | 7    | -    | 22    | 12   | 3    | 7    | 2     | 0 | 2             | 0             | -             | -             | -             | - | -     | 48    | 23    | 11    | 14  | 55.56%      | 73      | 46      | +27     |         |         |         |         |
| Al-Wasl · EAU                 | 1.ª                 | 2020-21             | 18    | 6    | 7    | 5    | 9.º  | 5     | 1    | 1    | 3    | -     | - | -             | -             | -             | -             | -             | - | -     | 23    | 7     | 8     | 8   | 42.02%      | 35      | 37      | -2      |         |         |         |         |
| Al-Wasl · EAU                 | 1.ª                 | 2021-22             | 26    | 9    | 9    | 8    | 6.º  | 11    | 6    | 2    | 3    | -     | - | -             | -             | -             | -             | -             | - | -     | 37    | 15    | 11    | 11  | 50.45%      | 58      | 43      | +15     |         |         |         |         |
| Al-Wasl · EAU                 | Total               | Total               | 44    | 15   | 16   | 13   | -    | 16    | 7    | 3    | 6    | -     | - | -             | -             | -             | -             | -             | - | -     | 60    | 22    | 19    | 19  | 47.23%      | 93      | 80      | +13     |         |         |         |         |
| Santos · Brasil               | 1.ª                 | 2023                | 11    | 3    | 4    | 4    | Inc. | 18    | 7    | 7    | 4    | 5     | 1 | 1             | 3             | Inc.          | -             | -             | - | -     | 34    | 11    | 12    | 11  | 44.11%      | 34      | 33      | +1      |         |         |         |         |
| Santos · Brasil               | Total               | Total               | 11    | 3    | 4    | 4    | -    | 18    | 7    | 7    | 4    | 5     | 1 | 1             | 3             | -             | -             | -             | - | -     | 34    | 11    | 12    | 11  | 44.11%      | 34      | 33      | +1      |         |         |         |         |
| Al-Riyadh Arabia Saudita      | 1.ª                 | 2023-24             | 25    | 6    | 9    | 10   | 14.º | -     | -    | -    | -    | -     | - | -             | -             | -             | -             | -             | - | -     | 25    | 6     | 9     | 10  | 36%         | 25      | 36      | -11     |         |         |         |         |
| Al-Riyadh Arabia Saudita      | Total               | Total               | 25    | 6    | 9    | 10   | -    | -     | -    | -    | -    | -     | - | -             | -             | -             | -             | -             | - | -     | 25    | 6     | 9     | 10  | 36%         | 25      | 36      | -11     |         |         |         |         |
| Al-Raed Arabia Saudita        | 1.ª                 | 2024-25             | 24    | 5    | 3    | 16   | Inc. | 3     | 2    | 1    | 0    | -     | - | -             | -             | -             | -             | -             | - | -     | 27    | 7     | 4     | 16  | 30.87%      | 31      | 44      | -13     |         |         |         |         |
| Al-Raed Arabia Saudita        | Total               | Total               | 24    | 5    | 3    | 16   | -    | 3     | 2    | 1    | 0    | -     | - | -             | -             | -             | -             | -             | - | -     | 27    | 7     | 4     | 16  | 30.87%      | 31      | 44      | -13     |         |         |         |         |
| Athletico Paranaense · Brasil | 2.ª                 | 2025                | 13    | 4    | 4    | 5    | -    | 2     | 1    | 0    | 1    | -     | - | -             | -             | -             | -             | -             | - | -     | 15    | 5     | 4     | 6   | 42.22%      | 18      | 20      | -2      |         |         |         |         |
| Athletico Paranaense · Brasil | Total               | Total               | 13    | 4    | 4    | 5    | -    | 2     | 1    | 0    | 1    | -     | - | -             | -             | -             | -             | -             | - | -     | 15    | 5     | 4     | 6   | 42.22%      | 18      | 20      | -2      |         |         |         |         |
| Total en su carrera           | Total en su carrera | Total en su carrera | 209   | 77   | 60   | 72   | -    | 106   | 55   | 21   | 30   | 17    | 7 | 6             | 4             | -             | -             | -             | - | -     | 332   | 139   | 87    | 106 | 50.6%       | 432     | 357     | +75     |         |         |         |         |
| 1. 2.                         |                     |                     |       |      |      |      |      |       |      |      |      |       |   |               |               |               |               |               |   |       |       |       |       |     |             |         |         |         |         |         |         |         |

#### Resumen por competencias
| Torneo                    | PD  | G   | E  | P   | GF  | GC  | Dif. | Rendimiento | Mejor resultado  |
| ------------------------- | --- | --- | -- | --- | --- | --- | ---- | ----------- | ---------------- |
| Brasileirão Serie B       | 17  | 6   | 5  | 6   | 20  | 21  | -1   | 45.09%      | Subcampeón       |
| Brasileirão               | 99  | 45  | 27 | 27  | 124 | 93  | +31  | 54.54%      | 3.er lugar       |
| Copa de Brasil            | 29  | 19  | 3  | 7   | 42  | 19  | +23  | 68.97%      | Subcampeón       |
| Campeonato Gaúcho         | 30  | 16  | 6  | 8   | 37  | 19  | +18  | 60%         | Subcampeón       |
| Campeonato Carioca        | 16  | 8   | 3  | 5   | 27  | 13  | +14  | 56.25%      | Subcampeón       |
| Paulistão                 | 13  | 4   | 5  | 4   | 15  | 17  | -2   | 43.59%      | Fase de grupos   |
| UAE Pro League            | 44  | 15  | 16 | 13  | 68  | 61  | +7   | 46.21%      | 6.º lugar        |
| Copa Presidente EAU       | 5   | 2   | 1  | 2   | 7   | 5   | +2   | 46.67%      | Semifinales      |
| Copa de Liga EAU          | 11  | 5   | 2  | 4   | 18  | 14  | +4   | 51.51%      | Semifinales      |
| Liga Profesional Saudí    | 49  | 11  | 12 | 26  | 52  | 79  | -27  | 30.61%      | 14.º lugar       |
| Copa del Rey de Campeones | 3   | 2   | 1  | 0   | 4   | 1   | +3   | 77.78%      | Cuartos de final |
| Copa Libertadores         | 10  | 6   | 3  | 1   | 15  | 9   | +6   | 70%         | Cuartos de final |
| Copa Sudamericana         | 7   | 1   | 3  | 3   | 4   | 6   | -2   | 28.58%      | Primera fase     |
| Total                     | 332 | 139 | 87 | 106 | 432 | 357 | +75  | 50.6%       | Sin Títulos      |

## Palmarés

### Como futbolista
Internacional
- Campeonato Gaucho: 1997

Fluminense
- Campeonato Brasileiro Serie C: 1999

Remo
- Campeonato Brasileiro Serie C: 2005

### Subdirector
Brasil olímpico
- Medalla de oro de los Juegos Olímpicos de verano: 2016